# Pauldopia
Pauldopia (лат.) — монотипный род деревянистых растений семейства Бигнониевые (Bignoniaceae). Включает единственный вид — Pauldopia ghonta, встречающийся в Шри-Ланке, Индии, Непале, Мьянме, Таиланде, Лаосе, Вьетнаме и Китае (провинция Юньнань).

## Название
Род назван в честь французского ботаника Поля Допа.
Видовой эпитет образован от названия ритуального колокольчика гханты (санскр. घण्टा IAST: ghaṇṭā) и указывает на форму венчика.

## Ботаническое описание
Кустарники или небольшие деревья, 1,5—2,5 (6) м высотой. Листья супротивные, дваждыперистосложные, около 38 см длиной; листочки яйцевидно-ланцетные, размерами 3—7,5 × 1,5—2,5 см.
Соцветия многоцветковые, цимозные, метельчатые, терминальные, 8-12 см длиной. Чашечка колокольчатая, 5-лопастная, около 1,5 см длиной, менее 1 см в диаметре. Лопастей венчика 5, полукруглые, красно-коричневые, около 1,5 см длиной; трубка тёмно-жёлтая, слегка изогнутая, 3—6 см длиной. Тычинок 4, двусильные, нити 2—2,5 см длиной. Пестик около 3 см длиной, рыльце язычковидное, завязь двугнёздная.
Плод — вальковатая, раскрывающаяся локулицидно коробочка, размером около 23 × 1 см, длинно заострённая с обоих концов. Семена сжато-шаровидные, толстые, почти бескрылые.
Цветение в мае—июне, плодоношение в ноябре—декабре.

## Синонимы вида
Гомотипные:
- Bignonia ghonta Buch.-Ham. ex G.Don (1837)
- Stereospermum ghonta (Buch.-Ham. ex G.Don) C.B.Clarke (1884)
- Radermachera ghonta (Buch.-Ham. ex G.Don) Chatterjee (1948)

Гетеротипные:
- Tecoma bipinnata Collett & Hemsl. (1890)
- Radermachera alata Dop (1926)
- Radermachera bipinnata (Collett & Hemsl.) Steenis ex Chatterjee (1948)